# TaniaKsiazka.pl

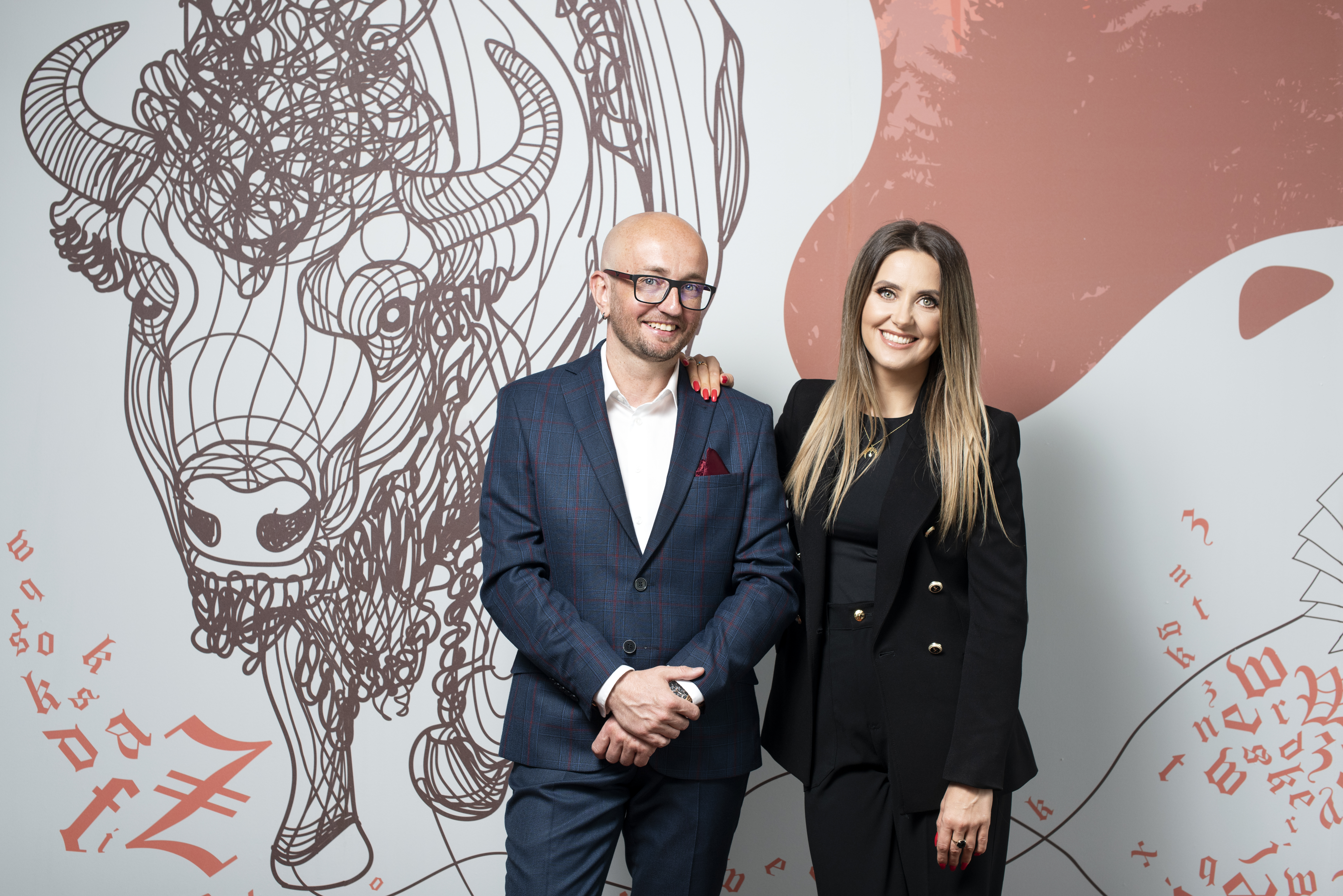
Agnieszka Stankiewicz - Kierus oraz Łukasz Kierus. Założyciele i zarząd spółki Glosel, właściciela księgarni internetowej TaniaKsiazka.pl.

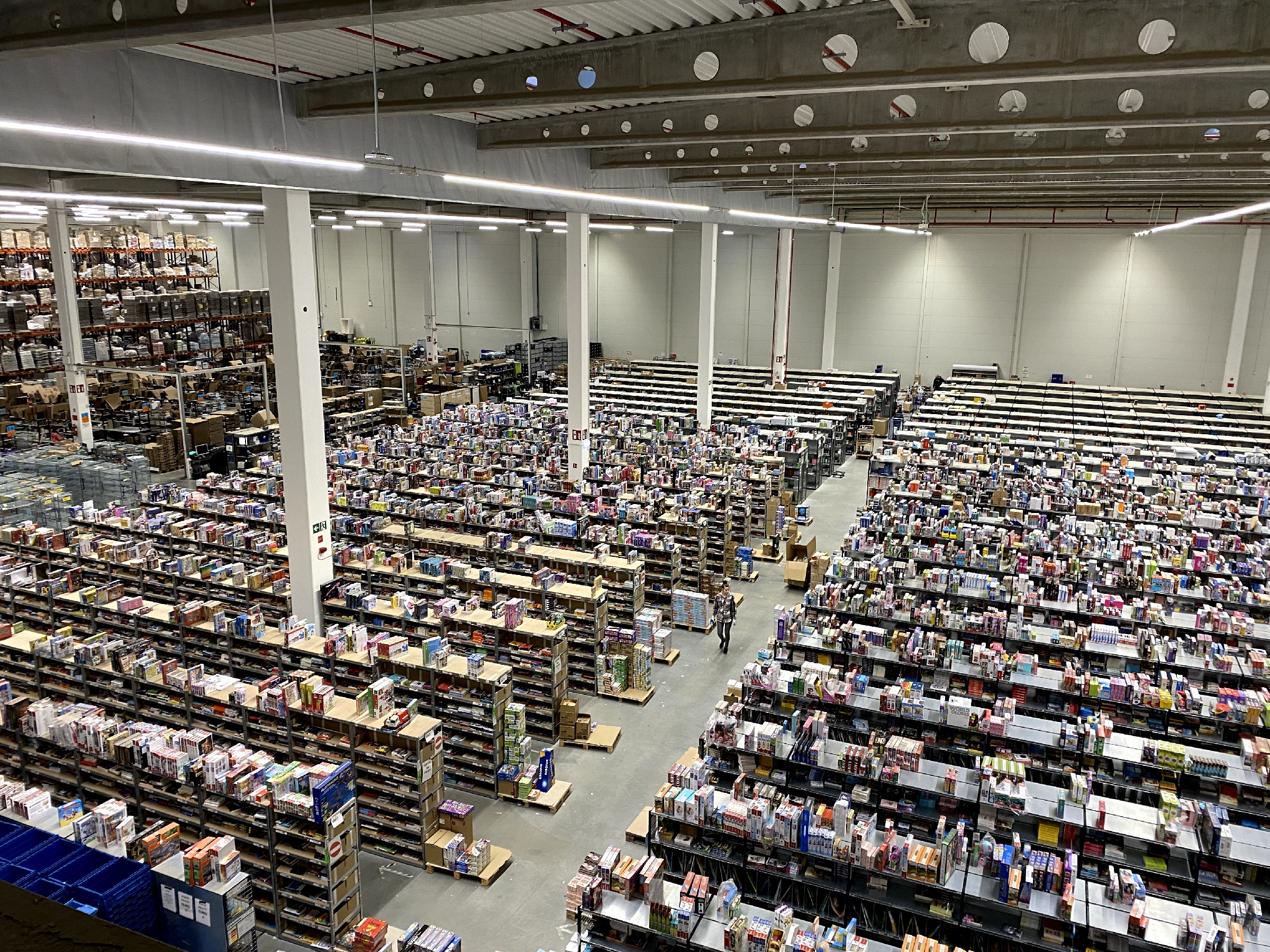
Magazyn spółki Glosel, właściciela księgarni internetowej TaniaKsiazka.pl.

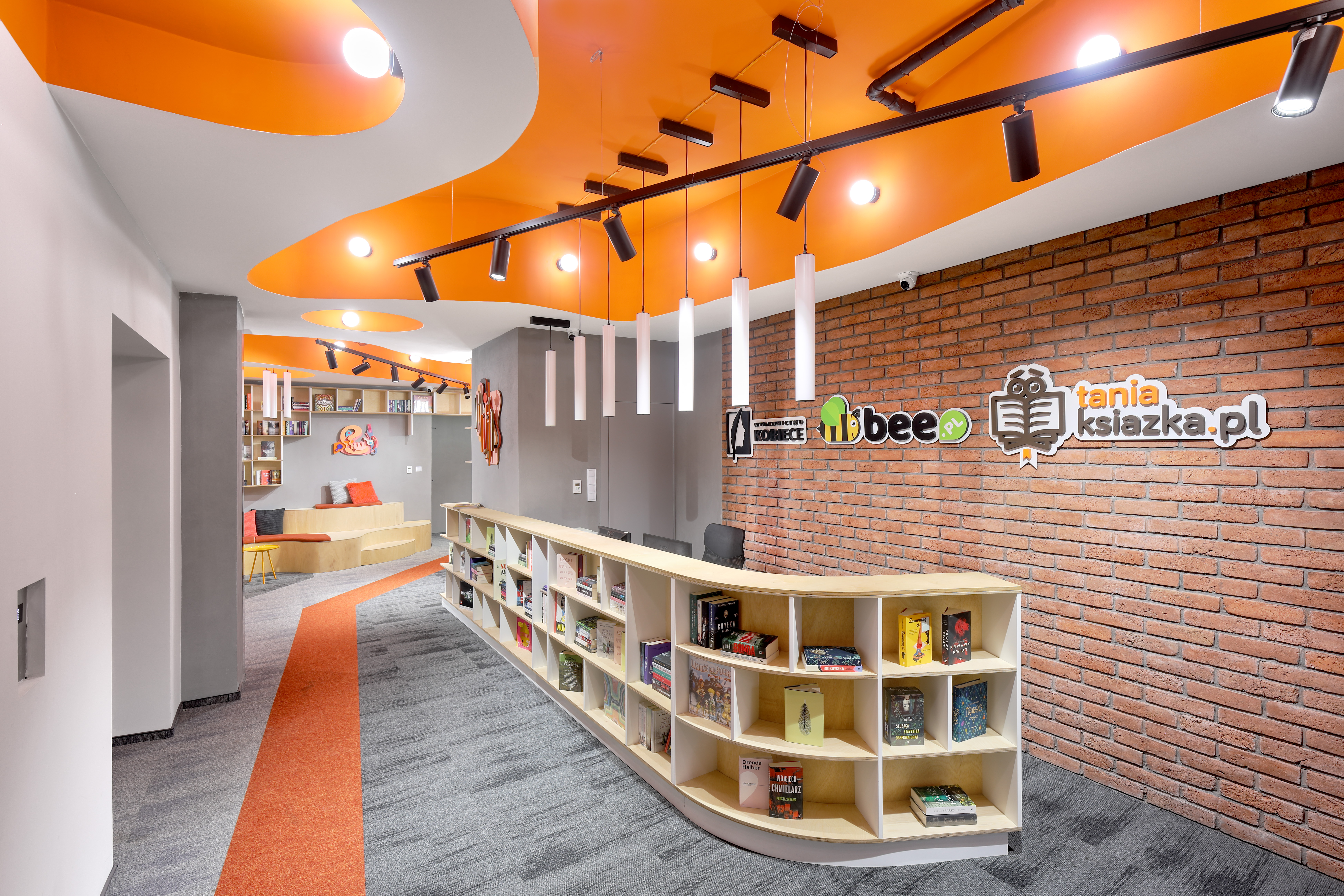
Biuro w głównej siedzibie TaniaKsiazka.pl w Białymstoku.

TaniaKsiazka.pl – księgarnia internetowa należąca do spółki Glosel. Jest jednym z najpopularniejszych sklepów e-commerce z branży księgarskiej w Polsce. Została założona w 2006 roku przez Łukasza Kierusa, jej współwłaścicielką jest też Agnieszka Stankiewicz-Kierus. W asortymencie sklepu znajduje się ponad 400 tysięcy produktów z kategorii: książki, gry, zabawki oraz artykuły papiernicze i produkty elektroniczne.
Siedziba firmy mieści się biurowcu przy Al. Tysiąclecia Państwa Polskiego 6 w Białymstoku, firma ma także swoje biuro w Platinum Towers w Warszawie.
TaniaKsiazka.pl ma też sieć swoich stacjonarnych księgarni w całej Polsce, obecnie to 12 sklepów firmowych i 32 partnerskie lokalizacje, w których można odebrać zamówienia internetowe.
Magazyn spółki Glosel znajduje się w nowoczesnym kompleksie magazynowym Panattoni Park w Białymstoku. Jest to niemal 10 000 metrów kwadratowych powierzchni, na której znajduje się 16 km półek wypełnionych głównie literaturą.      

## Odpowiedzialność społeczna
TaniaKsiazka.pl aktywnie angażuje się w działania społeczne, między innymi współpracując z Fundacją "Pomóż Im" na rzecz Dzieci z Chorobami Nowotworowymi i Hospicjum dla Dzieci. Część zysków z zamówień w księgarni internetowej firma przeznacza na wsparcie Fundacji.
Co roku pracownicy TaniaKsiazka.pl wraz z pracownikami e-sklepu Bee.pl (również należącym do spółki Glosel) sprzątają okoliczne lasy z okazji Dnia Ziemi.

## Nagrody
Ranking Zaufanych Sklepów Ceneo 2023
I miejsce w kategorii "Kultura i Rozrywka";
II miejsce w kategorii "Najlepszy Sprzedawca w Kup Teraz";
Ranking Sklepów Internetowych Opineo 2022
II miejsce w kategorii "Książki i Multimedia";
Kariatyda Czytelnictwa 2023
od Fundacji Powszechnego Czytania za akcję #TatateżCzyta 
Konsumencki Lider Jakości 2023
Złoty Medal – I miejsce w kategorii „Internetowe księgarnie wysyłkowe”
Wyróżnienie e-Commerce Polska Awards 2022
wyróżnienie w kategorii Best Campaign, w której został doceniony WyCzytOn, czyli Wyprawa Czytelników Online;